# Нововоскресеновка (Амурская область)
Нововоскресе́новка — село в Шимановском районе Амурской области, Россия.
Административный центр Нововоскресеновского сельсовета.

## География
Село Нововоскресеновка стоит на левом берегу Амура, на российско-китайской границе.
Село Нововоскресеновка расположено к западу от Шимановска, расстояние до районного центра (через Ушаково, Саскаль и Новогеоргиевку) — около 132 км.
От села Нововоскресеновка на север идёт дорога к селу Аносово, а на восток — к селу Мухино.

## История и топонимика
Село основано в 1870 г. крестьянами, переселившимися из села Воскресенского, что располагалось ранее близ с. Албазино, поэтому добавлена к названию приставка «ново-». Само же название дано по религиозному празднику — Воскресения Господа — Иисуса Христа, отмечаемого в конце апреля [Мельников А. В., 2009].

## Население
| 2002 | 2010 | 2012 | 2013 | 2014 | 2015 | 2016 |
| ---- | ---- | ---- | ---- | ---- | ---- | ---- |
| 575  | ↘551 | ↘526 | ↗537 | ↗563 | ↘529 | ↘526 |
| 2017 | 2018 |      |      |      |      |      |
| ↘523 | ↘506 |      |      |      |      |      |